# Vergandung

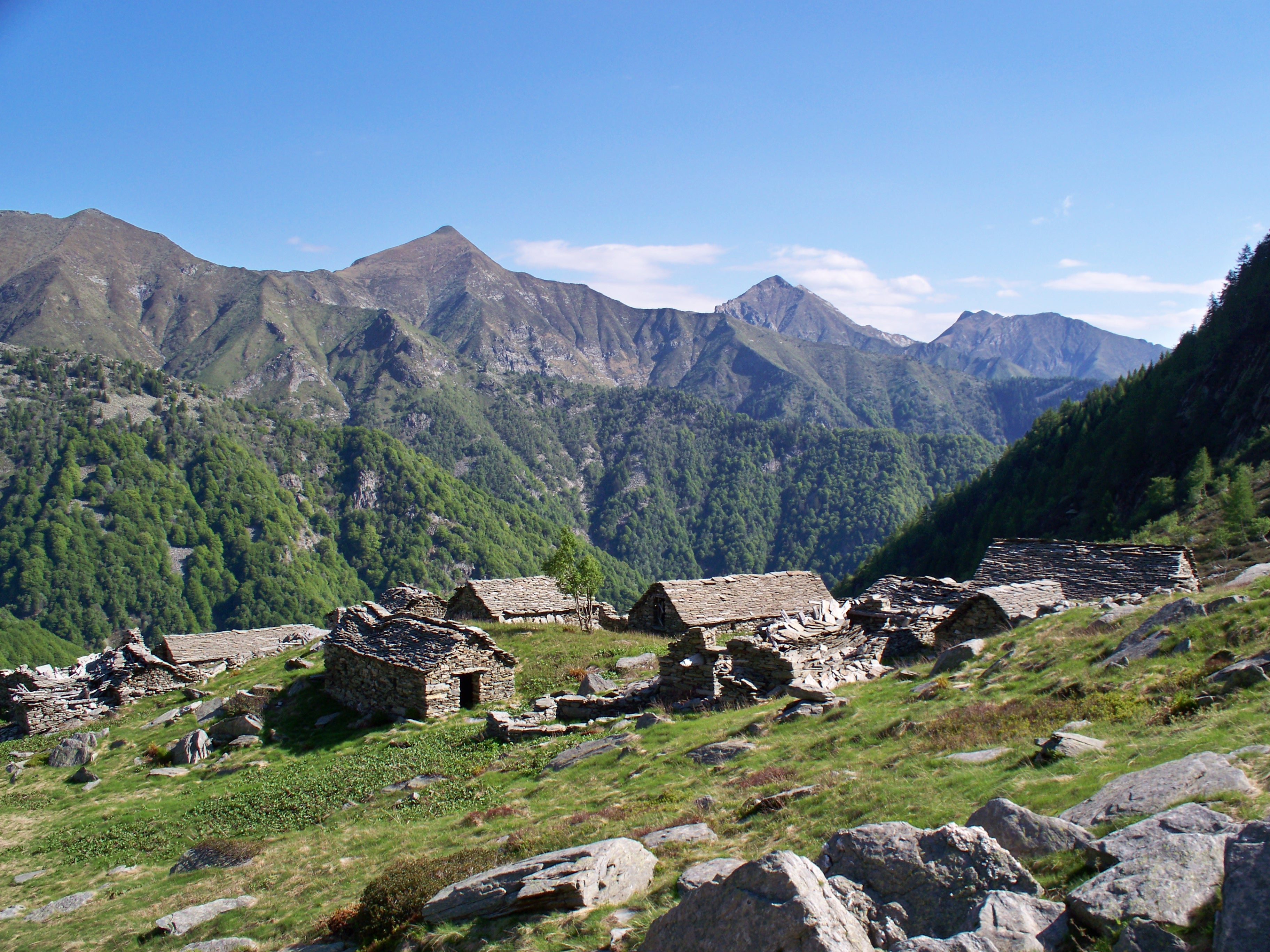
Verlassene Alp im Val Grande

Der schweizerische Begriff Vergandung bezeichnet die Verbuschung von Kulturlandschaften.

## Vergandungsprozess

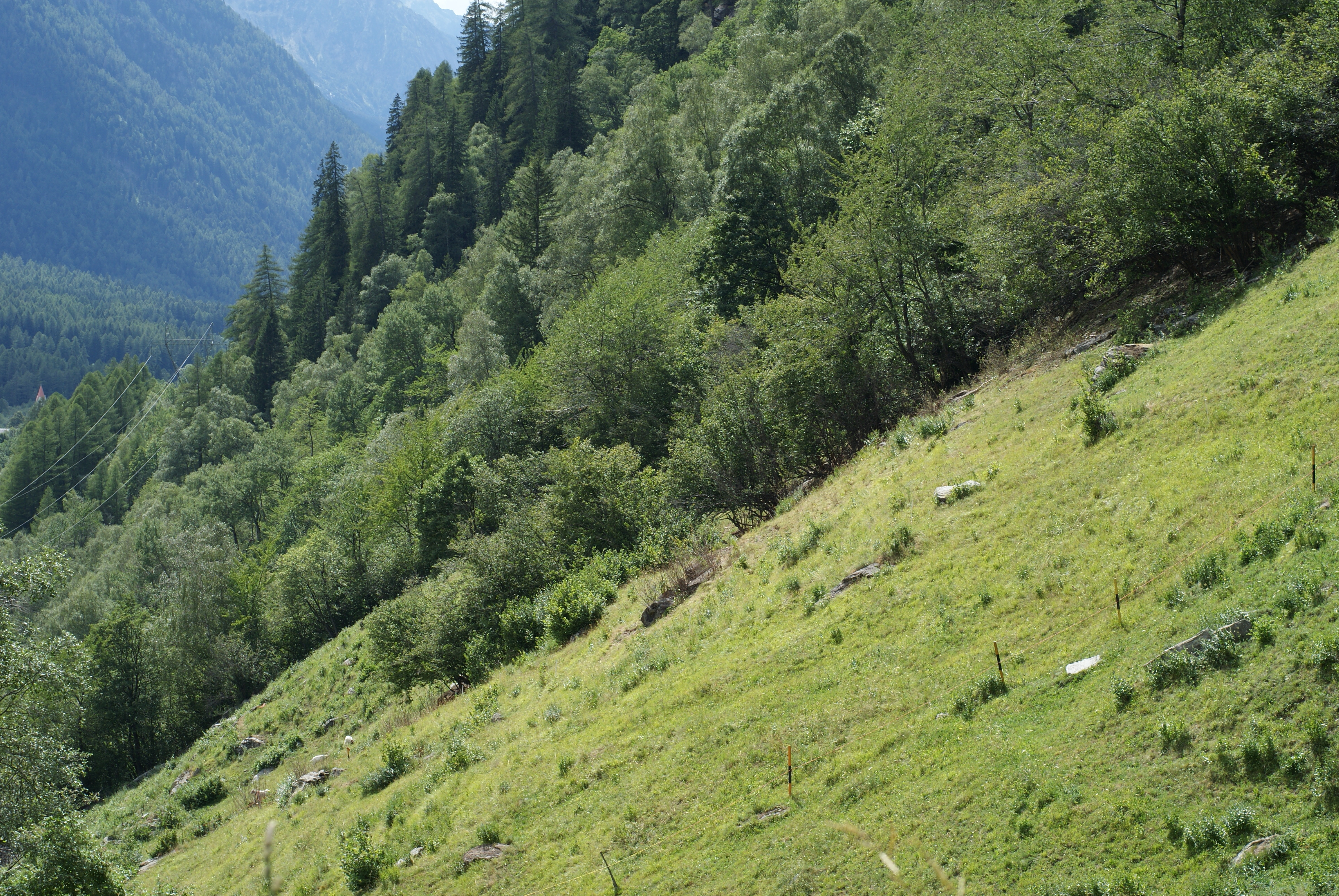
Vicosoprano: Verbuschung

Das Berggebiet war vor der Besiedlung eine bis zur Waldgrenze bewaldete Naturlandschaft. Die Siedler wandelten mit der Alpwirtschaft die alpine Naturlandschaft über Jahrhunderte in eine Kulturlandschaft (Allmende) mit Äckern und Weiden um. Mittels Rodung wurden landwirtschaftliche Nutzflächen geschaffen und die Waldgrenze herunter gesetzt. Dabei wurden durch angepasste Systeme der Weide- und Mahdnutzung Ökosysteme mit hoher Artenvielfalt geschaffen.
Diese Kulturlandschaft braucht sorgfältige Pflege: Die Weiden werden gemäht oder von Vieh abgeweidet und dabei natürlich gedüngt. Gebüsch und für das Vieh ungeeignete Pflanzen werden im Frühsommer entfernt. Steine werden von den Äckern und Weiden entfernt und als Lesesteine auf dem Feldrain deponiert. Auch Stöcke werden aufgelesen und dort abgelegt. Wege, Alpstrassen, Wasserfangrinnen und Bewässerungssysteme (Suonen), Terrassen, Lawinen-, Rüfen- und Bachverbauungen werden erstellt und unterhalten. Durch Erosion hervorgerufene Landschaftsschäden werden behoben.
Mit der Aufgabe der Weidetierhaltung, der Landflucht und der Auflassung ganzer Täler geht die Zahl der Bergbauern und damit die Bewirtschaftung der Alpen zurück. In der Folge überwuchern die vormaligen Weiden (Verblackung, Verstrauchung, Verwaldung) und der Wald verkümmert: Die Alpen verganden. Es entsteht eine sekundäre Naturlandschaft mit der Einwaldung kleinräumiger Nutzflächen und unwegsamer Parzellen, Aufgabe von Kleinstparzellen (Erbteilung) sowie der Nutzungsselektion nach Hangneigung. Durch die Unternutzung verblacken Wiesen und Weiden. Dabei gilt die Blacke als Vergandungsanzeiger.
Werden Schutzbauten (Wildbachverbauung, Lawinenverbauung) in verlassenen Tälern nicht mehr unterhalten, können Naturkatastrophen (Murgänge, Dammbrüche, Lawinen usw.), mit Auswirkungen bis in die Talsohle und auf dortige Transitachsen, entstehen. Ein Beispiel für die Wirkung von Murgängen ist der Bergsturz von Bondo.

## Ursachen der Vergandung

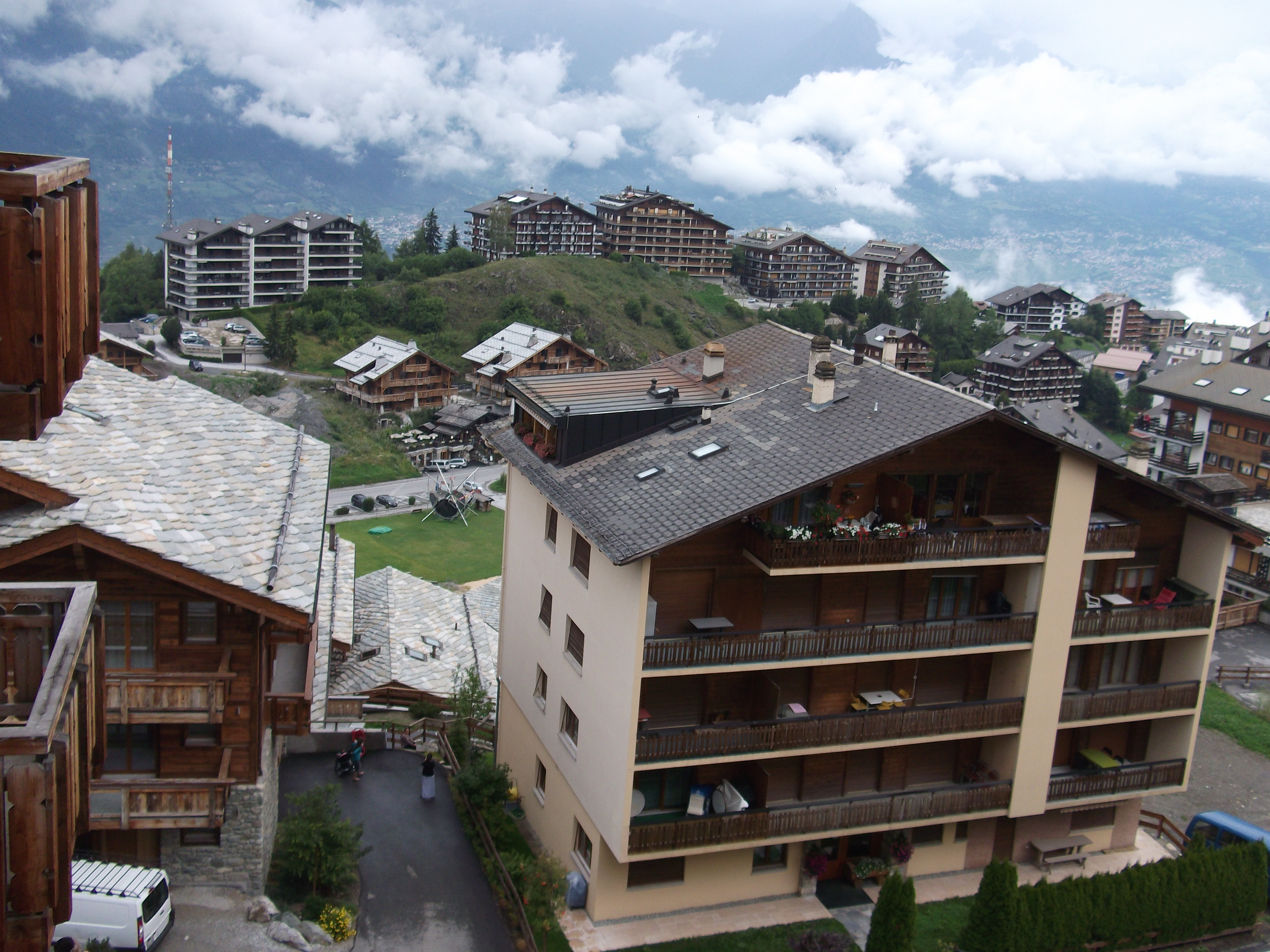
Haute-Nendaz, Massentourismus

Die Ursachen, die zur Aufgabe der Bewirtschaftung der Nutzflächen und schlussendlich zur Vergandung führen, sind mannigfach, komplex und multikausal:
Bis zum Ende des 18. Jahrhunderts waren Klimaveränderungen, die Verschlechterung landwirtschaftlich genutzter Böden, Naturkatastrophen (Erdbeben, Lawinen, Murgänge, Bergstürze in Piuro und Onoldswil usw.) die Hauptursachen zum Verlassen von Siedlungen und Tälern. Seit dem frühen 19. Jahrhundert kam es zu Abwanderungen vor allem aus dem Alpenraum (Tessin, Graubünden, Wallis) in die Industriezentren und nach Übersee. Der Rückgang traditioneller Formen der Viehwirtschaft führt zur Auflassung von Alpstäfel und Maiensässe.
Das generelle Problem der Landwirtschaft im Berggebiet ist der hohe Arbeitsaufwand mit viel Handarbeit und lange unproduktive Transporte unter erschwerten natürlichen und betriebswirtschaftlichen Bedingungen. Die geringen Erträge führen zu einer starken Abhängigkeit von Direktzahlungen des Bundes. Die mangelnde Verkehrsanbindung, die ungenügende Infrastruktur und das unwirtliche Klima (langer Winter) führen ebenfalls zur Abwanderung.
Der Massentourismus (Ferienwohnungen, Hotels) verdrängt die Landwirtschaft aus dem neuen Freizeitgebiet (Beispiel Haute-Nendaz). Politische Vorstösse aus Wirtschaftskreisen (Avenir Suisse, Hotelleriesuisse, Neue Regionalpolitik (NRP) usw.) fordern, dass ganze Bergtäler, weil unrentabel («potenzialarme Räume»), sich selbst überlassen werden sollen. Man solle sich auf wenige alpine Ballungszentren beschränken, die dann mit Bundesfördergeldern hochgerüstet werden könnten.
Wo die Berggemeinden über keine Arbeitsplätze in Industrie oder Dienstleistung (Hotellerie, Parahotellerie) verfügen, ist die Abwanderung besonders gross.
Die von der EU und WTO erlassenen Regelungen mit der Bevorzugung der Industriellen Landwirtschaft gehören zu den äusseren Einflüssen, die zu einem allgemeinen Rückgang des Agrarsektors im Berggebiet als Randgebiet führen. Die Verlagerung von Bewirtschaftungsbeiträgen zu den Grossbetrieben, weniger finanzielle Unterstützung und die Abschaffung von Infrastrukturbeiträgen (Investitionshilfegesetz  IHG) erschwert den Berggemeinden ihren infrastrukturelle Aufgaben nachzukommen.
Seit 2015 gibt es durch die Verbreitung von Grossraubtieren, insbesondere dem Wolf, für die Weidetierhaltung und die Alpwirtschaft zusätzliche, kostenintensive Probleme (getötete Nutztiere, ständige Behirtung, Hütehunde, technischer Herdenschutz, Herdenschutzhunde usw.), die Auswirkungen auf den sanften Tourismus (Wanderwege durch Weidegebiet usw.) haben können. Wenn die Alpung wie im Wallis wegen des Wolfs aufgegeben werden muss, macht sich die Vergandung breit, was wiederum die Biodiversität einschränkt. In Frankreich und in der Schweiz hat die Wiederkehr des Wolfes schwerwiegende Folgen für die Alpwirtschaft, weil der Wolf gelernt hat, die Herdeschutzmassnahmen zu unterlaufen.

## Einfluss auf die Biodiversität
Die Vergandung zieht einen Rückgang der Artenvielfalt und Biodiversität nach sich, da aus den drei verschiedenen Räumen Weide, Rain und Wald schliesslich einer wird: das Gebüsch beziehungsweise der Gand. Einzelne Schweizer Gemeinden haben Vorschriften erlassen, um der Vergandung Einhalt zu gebieten. Der Schweizer Heimatschutz hat im April 2019 mit der Stiftung Landschaftsschutz Schweiz, BirdLife Schweiz und Pro Natura die Eidgenössische Volksinitiative «Für die Zukunft unserer Natur und Landschaft (Biodiversitätsinitiative)» lanciert.

## Gebiete mit Vergandung

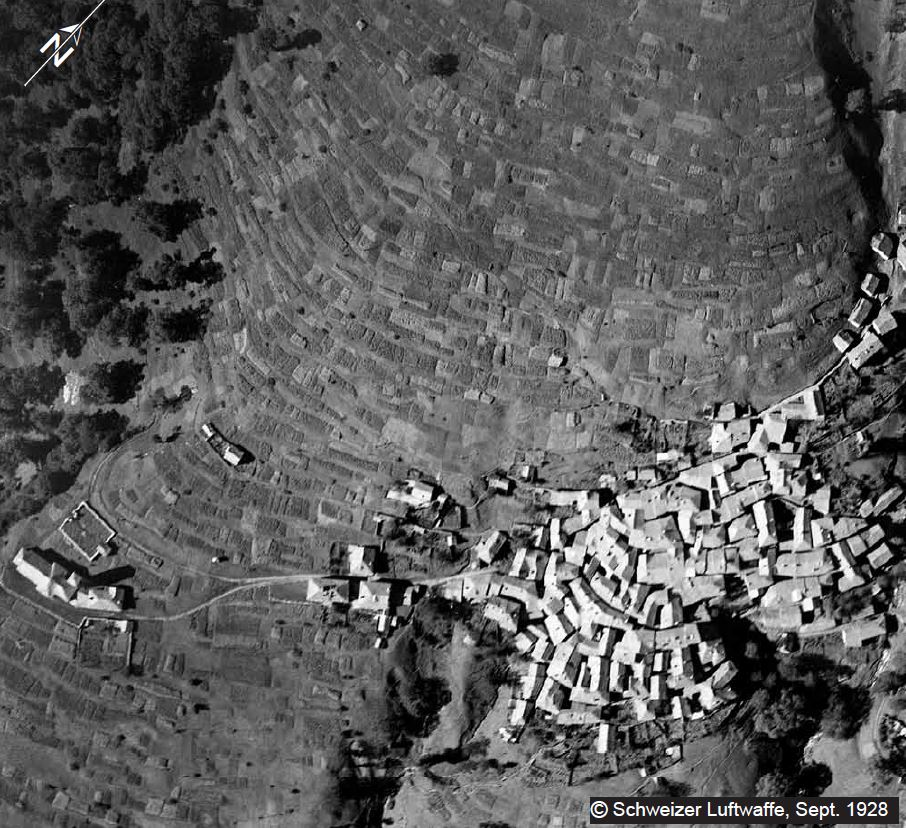
Indemini 1928

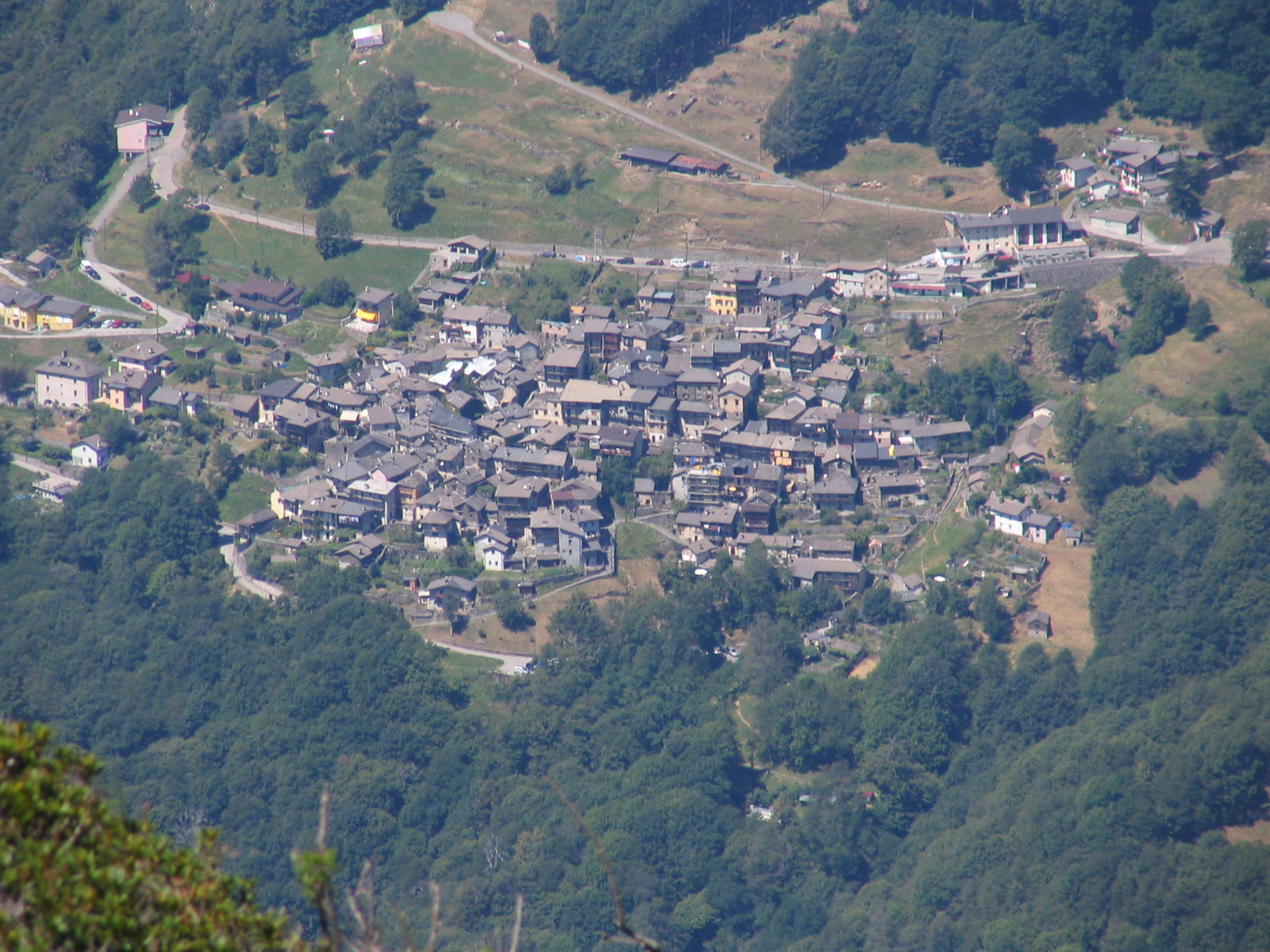
Indemini 2007

Rund 36 Prozent der Landesfläche der Schweiz (Stand 2009) können landwirtschaftlich genutzt werden, die Alpwirtschaftsflächen machen ein gutes Drittel aller Landwirtschaftsflächen aus. Die Bergbevölkerung ist auf die Landwirtschaft, die meist mit einem Nebenerwerb gekoppelt ist, angewiesen. Ab einer gewissen Höhenlage ist nur noch Weidetierhaltung und kein Ackerbau mehr möglich.
Von 1985 bis 2009 gingen 5,5 Prozent der Landwirtschaftsfläche zugunsten von Siedlungsbau und Einwaldung/Vergandung verloren. In Graubünden und im Tessin ist mehrheitlich die Ausdehnung des Waldes wegen der Aufgabe der landwirtschaftlichen Nutzung für die Abnahme der landwirtschaftlichen Nutzfläche verantwortlich.
Der Vergandungsprozess ist im Goms (Münster VS, Oberwallis) seit der zweiten Hälfte des 20. Jahrhunderts nachgewiesen. Im Kanton Wallis ist der Degradierungsprozess der alten Kulturlandflächen wegen der Kleinstparzellierung (Realteilung im Erbrecht) stärker als im Bündnerland.
Im Kanton Tessin gibt es zahlreiche Orte mit Vergandung infolge Abwanderung (Calancatal, Muggiotal, Indemini usw.). Das Tessiner Bergdorf Indemini ist ein Beispiel des veränderten Landschaftsbildes durch Einwaldung.
In Italien gibt es nur schwer durchdringbare Wildnisgebiete im Nationalpark Val Grande, in der ehemaligen Walsergemeinde Rimella und im Mastallonetal.

## Massnahmen gegen die Vergandung

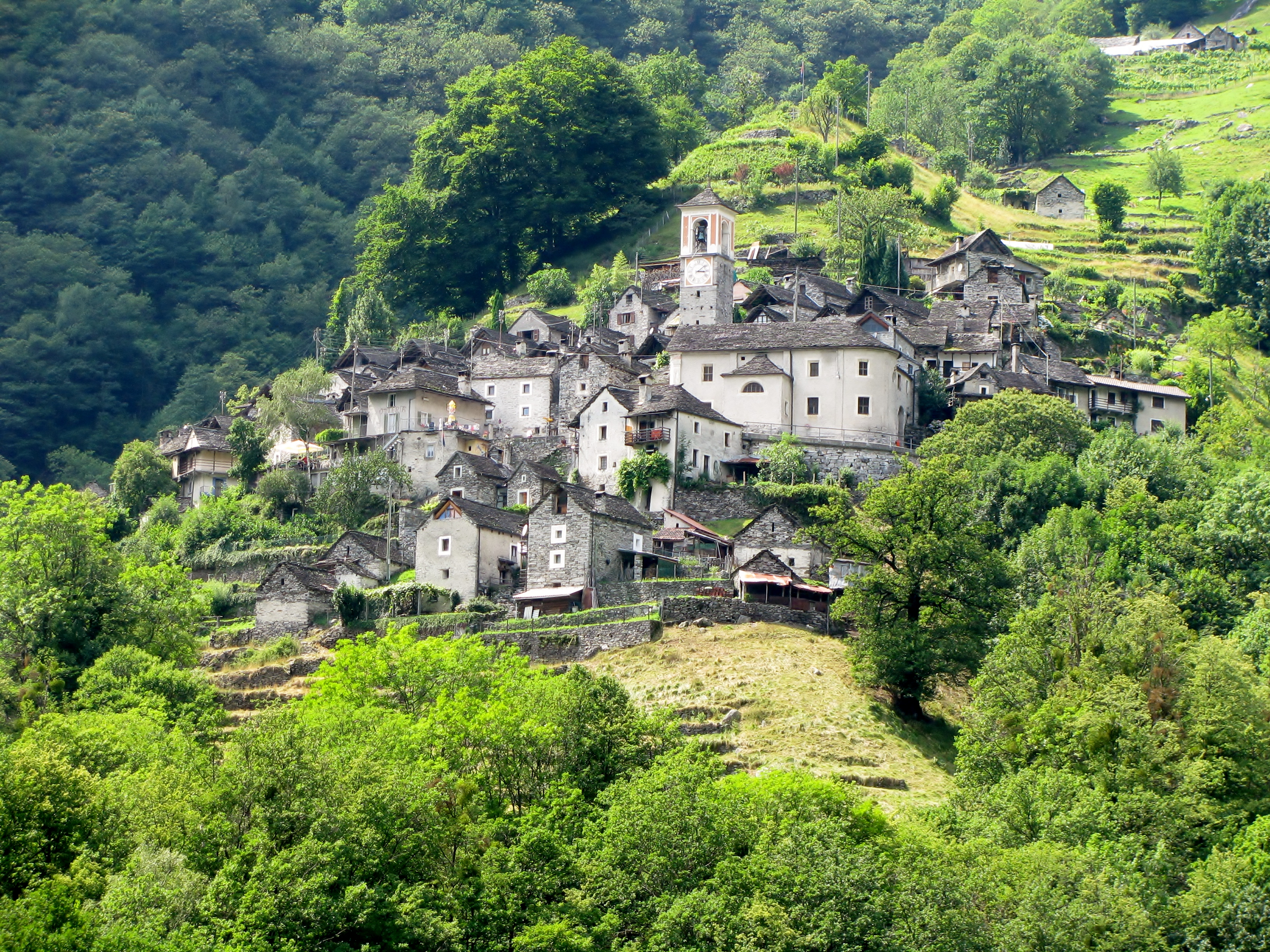
Corippo

Der Bund verfügt über starke Instrumente zum Schutz des Waldes, der Schutz der landwirtschaftlichen Flächen (Sachplan Fruchtfolgeflächen für langfristige Versorgungssicherung mit Nahrungsmitteln) wird vom Bundesamt für Landwirtschaft (BLW) als zu schwach eingeschätzt, weil die betroffenen Flächen in Bauland umgewidmet werden können.
Die landwirtschaftliche Beratungszentrale Agridea vermittelt zwischen Wissenschaft und Bauernhof um die Biodiversität in der Schweizer Landwirtschaft zu fördern.
Die gemeinnützige Schweizer Patenschaft für Berggemeinden, die Schweizer Berghilfe und Schweizerische Arbeitsgemeinschaft für die Berggebiete (SAB) setzen sich für die Verbesserung der Existenzbedingungen und der Entwicklungsmöglichkeiten der Bevölkerung in den Berggebieten ein.
Die Umnutzung leer stehender Alpgebäude (Rustici usw.) zu Zweitwohnungen bremst deren Zerfall und fördert den sanften Tourismus. In der kleinsten Gemeinde der Schweiz versucht die Stiftung Corippo die Abwanderung zu stoppen, indem überall im Dorf leere Häuser zur Vermietung als Ferienhäuser renoviert werden.
Im Tessiner Val Bavona kümmert sich die Stiftung Fondazione Valle Bavona um die Erhaltung des kulturellen, natürlichen und landschaftlichen Erbes. Sie schliesst mit den Eigentümern der Flächen Bewirtschaftungsverträge ab, damit verbuschtes Land wieder in Wiesen umwandelt und regelmässig gemäht wird.
Seit 2013 wurden in der Schweiz kantonale und regionale Vereine und die gesamtschweizerische Dachorganisation Lebensraum Schweiz ohne Grossraubtiere als Bürgerinitiative durch betroffene Schaf-, Ziegenzüchter, Alp- und Biobauern sowie Talbauern mit Sömmerung gegründet, weil sie befürchten, dass ihnen mit dem ungebremsten Vordringen der Grossraubtiere ihre Existenzgrundlage entzogen wird und sie ihren Lebensraum verlassen müssten. Das Walliser Kantonsparlament hat ein Postulat gut geheissen, das allen Jägern ermöglichen soll, sich an einem bewilligten Wolfsabschuss zu beteiligen. In Skandinavien ist die Jagd auf Wölfe erlaubt. Damit kann der Wolfsbestand stabil gehalten werden.
Die Teilrevision des Bundesgesetzes über die Jagd und den Schutz wildlebender Säugetiere und Vögel wurde am 27. September 2019 vom National- und Ständerat angenommen. Geschützte Tiere dürfen zur Bestandesregulierung abgeschossen werden. Am 27. September 2020 hat die Schweizer Stimmbevölkerung das revidierte Jagdgesetz abgelehnt. Damit bleibt es bei den Schutzgebieten, Zugvogelreservaten und Wildtierkorridoren sowie im Umgang mit dem Wolf bei den bisherigen Regeln.